# Paris Saint-Germain Football Club 2015-2016 (femminile)
Questa voce raccoglie le informazioni riguardanti la squadra femminile del Paris Saint-Germain nelle competizioni ufficiali della stagione 2015-2016.

## Divise e sponsor
La grafica è quella adottata anche dalla squadra maschile del Paris Saint-Germain. Lo sponsor ufficiale è Fly Emirates mentre quello tecnico, fornitire delle divise di gioco, è Nike. La prima maglia è blu con maniche di una tonalità di blu più scura e banda verticale rossa contornata porcus di bianco, calzoncini e calzettoni blu. La seconda maglia è bianca con inserti rossi sul colletto, calzoncini e calzettoni bianchi. La terza maglia è nera, calzoncini neri e calzettoni rossi.
| Casa | Trasferta | Terza maglia |

## Organigramma societario
Area tecnica
- Allenatore: Farid Benstiti
- Vice allenatore: Christophe Gamel
- Preparatore dei portieri: José Da Silva
- Preparatori atletici: Dimitri Lipoff, Damien Lopez
- Medico sociale: Audrey Loiselay
- Fisioterapisti: Jérôme Bertrand, Gwenaëlle Pelé

## Rosa
Rosa, ruoli e numeri di maglia come da sito ufficiale, aggiornati al 15 ottobre 2015.
| N. |                        | Ruolo | Calciatrice               |
| -- | ---------------------- | ----- | ------------------------- |
| 1  | Polonia (bandiera)     | P     | Katarzyna Kiedrzynek      |
| 2  | Francia (bandiera)     | C     | Kenza Dali                |
| 3  | Francia (bandiera)     | D     | Laure Boulleau            |
| 4  | Francia (bandiera)     | D     | Laura Georges             |
| 5  | Francia (bandiera)     | D     | Sabrina Delannoy          |
| 7  | Stati Uniti (bandiera) | A     | Lindsey Horan             |
| 8  | Brasile (bandiera)     | D     | Érika                     |
| 9  | Svezia (bandiera)      | A     | Kosovare Asllani          |
| 10 | Brasile (bandiera)     | A     | Cristiane                 |
| 11 | Francia (bandiera)     | D     | Jessica Houara-d'Hommeaux |
| 12 | Francia (bandiera)     | A     | Léa Declerq               |
| 13 | Germania (bandiera)    | C     | Cathy Couturier           |
| 14 | Francia (bandiera)     | C     | Kheira Hamraoui           |
| 15 | Francia (bandiera)     | A     | Ouleye Sarr               |
| 16 | Francia (bandiera)     | P     | Romane Salvador           |

| N. |                       | Ruolo | Calciatrice             |
| -- | --------------------- | ----- | ----------------------- |
| 17 | Svezia (bandiera)     | C     | Lisa Dahlkvist          |
| 18 | Francia (bandiera)    | A     | Marie-Laure Delie       |
| 19 | Germania (bandiera)   | C     | Fatmire Alushi          |
| 20 | Francia (bandiera)    | A     | Perle Morroni           |
| 21 | Francia (bandiera)    | C     | Anissa Lahmari          |
| 22 | Germania (bandiera)   | D     | Josephine Henning       |
| 23 | Francia (bandiera)    | D     | Hawa Cissoko            |
| 24 | Francia (bandiera)    | C     | Ghoutia Karchouni       |
| 25 | Francia (bandiera)    | A     | Marie-Antoinette Katoto |
| 26 | Francia (bandiera)    | C     | Grace Geyoro            |
| 27 | Svezia (bandiera)     | C     | Caroline Seger          |
| 28 | Costa Rica (bandiera) | C     | Shirley Cruz            |
| 29 | Germania (bandiera)   | A     | Anja Mittag             |
| 30 | Germania (bandiera)   | P     | Ann-Katrin Berger       |

## Calciomercato

### Sessione estiva
| Acquisti | Acquisti        | Acquisti        | Acquisti   |
| R.       | Nome            | da              | Modalità   |
| -------- | --------------- | --------------- | ---------- |
| P        | Romane Salvador | Olympique Lione |            |
| D        | Ngozi Ebere     | Rivers Angels   | definitivo |
| D        | Érika           | Centro Olímpico | definitivo |
| A        | Cristiane       | Centro Olímpico | definitivo |
| A        | Anja Mittag     | Rosengård       | definitivo |

| Cessioni | Cessioni        | Cessioni         | Cessioni   |
| R.       | Nome            | a                | Modalità   |
| -------- | --------------- | ---------------- | ---------- |
| P        | Karima Benameur | FCF Juvisy       | definitivo |
| D        | Sara Gama       | Brescia          | definitivo |
| D        | Annike Krahn    | Bayer Leverkusen | definitivo |
| C        | Linda Bresonik  | MSV Duisburg     | definitivo |
| C        | Aurélie Kaci    | Olympique Lione  | definitivo |
| C        | Maëva Salomon   | VGA Saint-Maur   | definitivo |

### Sessione invernale
| Acquisti | Acquisti | Acquisti     | Acquisti   |
| R.       | Nome     | da           | Modalità   |
| -------- | -------- | ------------ | ---------- |
| C        | Rosana   | Houston Dash | definitivo |

| Cessioni | Cessioni          | Cessioni        | Cessioni   |
| R.       | Nome              | a               | Modalità   |
| -------- | ----------------- | --------------- | ---------- |
| D        | Josephine Henning | Arsenal         | definitivo |
| A        | Kosovare Asllani  | Manchester City | definitivo |
| A        | Lindsey Horan     | Portland Thorns | definitivo |

## Risultati

### Division 1

#### Girone di andata
| Arbitro: | Bonnin |

|                                                           |           |  |
| Delannoy 27’ (rig.) Delie 44’, 58’ Georges 45’ Mittag 61’ | Marcatori |  |

| Arbitro: | Maubacq |

|  |           |                          |
|  | Marcatori | 39’ Cristiane 75’ Mittag |

| Saint-Germain-en-Laye 13 settembre 2015, ore 15:00 CEST 3ª giornata | Paris Saint-Germain | 0 – 0 referto | Montpellier | Stadio Georges Lefèvre (1 066 spett.)\| Arbitro: \| Guillemin \| |
| Arbitro:                                                            | Guillemin           |               |             |                                                                  |

| Arbitro: | Coppola |

|                                                                |           |  |
| Hegerberg 38’, 53’, 90’ Majri 42’ Houara d'Hommeaux 79’ (aut.) | Marcatori |  |

| Arbitro: | Dallongeville |

|                                                                                 |           |  |
| Cristiane 9’, 62’, 64’ Katoto 14’, 60’ Mittag 49’ Mahistre 52’ (aut.) Delie 83’ | Marcatori |  |

| Arbitro: | Lasalle |

|                 |           |                                           |
| Dali-Storti 18’ | Marcatori | 4’, 31’ Cristiane 45’ Dahlkvist 66’ Horan |

| Arbitro: | Burban |

|                                                                         |           |  |
| Horan 32’, 34’ Delannoy 42’ (rig.) Cristiane 80’, 87’, 90’ Mittag 90+1’ | Marcatori |  |

| Arbitro: | Dallongeville |

|                                     |           |  |
| Delannoy 7’ Asllani 79’ Érika 90+2’ | Marcatori |  |

| Arbitro: | Labadot-Cadinot |

|          |           |                                                 |
| Roux 73’ | Marcatori | 24’ Asllani 43’ Érika 81’ Mittag 84’, 87’ Horan |

| Arbitro: | Vanstaevel |

|                                  |           |  |
| Cruz 24’ Cristiane 52’ Delie 79’ | Marcatori |  |

| Arbitro: | Guillemin |

|  |           |                                                      |
|  | Marcatori | 45’ Horan 51’ Cristiane 57’, 88’ Mittag 85’ Hamraoui |

#### Girone di ritorno
| Arbitro: | Bartnik |

|  |           |            |
|  | Marcatori | 29’ Mittag |

| Arbitro: | Mougeot |

|                                 |           |  |
| Mittag 13’ Cristiane 84’, 90+3’ | Marcatori |  |

| Arbitro: | Coppola |

|             |           |                         |
| Léger 90+3’ | Marcatori | 29’ Seger 57’ Cristiane |

| Parigi 5 febbraio 2016, ore 18:45 CET 15ª giornata | Paris Saint-Germain | 0 – 0 referto | Olympique Lione | Stadio Sébastien Charléty (3 500 spett.)\| Arbitro: \| Guillemin \| |
| Arbitro:                                           | Guillemin           |               |                 |                                                                     |

| Arbitro: | Labadot-Cadinot |

|  |           |                                                   |
|  | Marcatori | 17’ Cristiane 54’, 56’ Delie 63’ Érika 71’ Rosana |

| Arbitro: | Vanstaeve |

|                                                               |           |  |
| Delie 12’, 89’ Delannoy 20’ (rig.) Rosana 47’, 85’ Cruz 90+2’ | Marcatori |  |

| Arbitro: | Buffart |

|              |           |                                          |
| Léocadie 18’ | Marcatori | 71’ Dali 84’ (aut.) Boumrar 88’ Morrroni |

| Arbitro: | Dallongeville |

|  |           |                                             |
|  | Marcatori | 13’ Dali 30’, 90’ Delie 61’ (rig.) Delannoy |

| Arbitro: | Maubacq |

|                                           |           |  |
| Katoto 11’ Delie 16’ Cruz 41’ Lahmari 66’ | Marcatori |  |

| Arbitro: | Bonnin |

|                        |           |                                |
| Cazeau 25’ Rouzies 56’ | Marcatori | 52’ Morroni 70’ Delie 83’ Dali |

| Arbitro: | Maubacq |

|                      |           |                      |
| Érika 45’ Mittag 83’ | Marcatori | 44’ Catala 52’ Diani |

### Coppa di Francia
| Arbitro: | Maubacq |

|                                |           |  |
| Cruz 14’ Hamraoui 18’ Sarr 41’ | Marcatori |  |

| Arbitro: | Bonnin |

|                                                   |           |  |
| Delie 4’, 37’, 44’, 55’ Cristiane 10’ Lahmari 70’ | Marcatori |  |

| Arbitro: | Bartnik |

|                         |           |  |
| Dahlkvist 42’ Érika 71’ | Marcatori |  |

| Arbitro: | Lasalle |

|                                 |           |  |
| Sarr 1’ Cristiane 49’ Delie 89’ | Marcatori |  |

| Arbitro: | Guillemin |

|                                                  |                      |                                          |
| Sembrant 49’ Léger 63’                           | Marcatori            | 75’ Delie 77’ Mittag                     |
| Toletti Tonazzi Sembrant Asseyi Utsugi Karchaoui | Tiri di rigore 4 – 3 | Delannoy Dali Cruz Seger Cristiane Delie |

### UEFA Women's Champions League
| Arbitro: | Esther Azzopardi |

|  |           |                                                        |
|  | Marcatori | 38’, 71’ Mittag 43’, 54’ Cristiane 79’ Cruz 90+1’ Sarr |

| Arbitro: | Lehtovaara |

|                                                                                            |           |  |
| Delannoy 21’ Cristiane 42’, 49’, 63’ Dahlkvist 53’ Horan 65’, 66’ Olar 70’ (aut.) Sarr 84’ | Marcatori |  |

| Arbitro: | Vitulano |

|            |           |            |
| Talonen 3’ | Marcatori | 71’ Mittag |

| Parigi 18 novembre 2015, ore 20:00 UTC+1 Ottavi di finale - Ritorno | Paris Saint-Germain | 0 – 0 referto | KIF Örebro | Stadio Sébastien Charléty\| Arbitro: \| Sandra Bastos \| |
| Arbitro:                                                            | Sandra Bastos       |               |            |                                                          |

| Barcellona 23 marzo 2016, ore 18:30 UTC+1 Quarti di finale - Andata | Barcellona | 0 – 0 referto | Paris Saint-Germain | Mini Estadi\| Arbitro: \| Kulcsár \| |
| Arbitro:                                                            | Kulcsár    |               |                     |                                      |

| Arbitro: | Hussein |

|               |           |  |
| Cristiane 86’ | Marcatori |  |

| Arbitro: | Steinhaus |

|                                                                          |           |  |
| Hegerberg 18’, 40’ Le Sommier 28’, 43’ Abily 45+1’ Nécib 73’ Schelin 76’ | Marcatori |  |

| Arbitro: | Staubli |

|  |           |             |
|  | Marcatori | 44’ Schelin |

## Statistiche

### Statistiche di squadra
| Competizione     | Punti | In casa | In casa | In casa | In casa | In casa | In casa | In trasferta | In trasferta | In trasferta | In trasferta | In trasferta | In trasferta | Totale | Totale | Totale | Totale | Totale | Totale | DR  |
| Competizione     | Punti | G       | V       | N       | P       | Gf      | Gs      | G            | V            | N            | P            | Gf           | Gs           | G      | V      | N      | P      | Gf     | Gs     | DR  |
| ---------------- | ----- | ------- | ------- | ------- | ------- | ------- | ------- | ------------ | ------------ | ------------ | ------------ | ------------ | ------------ | ------ | ------ | ------ | ------ | ------ | ------ | --- |
| Division 1       | 79    | 11      | 8       | 3       | 0       | 41      | 2       | 11           | 10           | 0            | 1            | 34           | 11           | 22     | 18     | 3      | 1      | 75     | 13     | +62 |
| Coppa di Francia | -     | 4       | 4       | 0       | 0       | 14      | 0       | 1            | 0            | 1            | 0            | 2            | 2            | 5      | 4      | 1      | 0      | 16     | 2      | +14 |
| Champions League | -     | 4       | 2       | 1       | 1       | 10      | 1       | 4            | 1            | 2            | 1            | 7            | 8            | 8      | 3      | 3      | 2      | 17     | 9      | +8  |
| Totale           | -     | 19      | 14      | 4       | 1       | 65      | 3       | 16           | 11           | 3            | 2            | 43           | 21           | 35     | 25     | 7      | 3      | 108    | 24     | +84 |

### Andamento in campionato
| Giornata  | 1 | 2 | 3 | 4 | 5 | 6 | 7 | 8 | 9 | 10 | 11 | 12 | 13 | 14 | 15 | 16 | 17 | 18 | 19 | 20 | 21 | 22 |
| --------- | - | - | - | - | - | - | - | - | - | -- | -- | -- | -- | -- | -- | -- | -- | -- | -- | -- | -- | -- |
| Luogo     | C | T | C | T | C | T | C | C | T | C  | T  | T  | C  | T  | C  | T  | C  | T  | T  | C  | T  | C  |
| Risultato | V | V | N | P | V | V | V | V | V | V  | V  | V  | V  | V  | N  | V  | V  | V  | V  | V  | V  | N  |
| Posizione | 3 | 3 | 3 | 4 | 4 | 4 | 3 | 3 | 3 | 3  | 3  | 3  | 3  | 2  | 2  | 2  | 2  | 2  | 2  | 2  | 2  | 2  |

Legenda:

Luogo: C = Casa; T = Trasferta. Risultato: V = Vittoria; N = Pareggio; P = Sconfitta.

### Statistiche delle giocatrici
| Giocatore            | Division 1 | Division 1 | Division 1  | Division 1 | Coppa di Francia | Coppa di Francia | Coppa di Francia | Coppa di Francia | Champions League | Champions League | Champions League | Champions League | Totale   | Totale | Totale      | Totale     |
| Giocatore            | Presenze   | Reti       | Ammonizioni | Espulsioni | Presenze         | Reti             | Ammonizioni      | Espulsioni       | Presenze         | Reti             | Ammonizioni      | Espulsioni       | Presenze | Reti   | Ammonizioni | Espulsioni |
| -------------------- | ---------- | ---------- | ----------- | ---------- | ---------------- | ---------------- | ---------------- | ---------------- | ---------------- | ---------------- | ---------------- | ---------------- | -------- | ------ | ----------- | ---------- |
| K. Asllani           | 6          | 2          | 0           | 0          | -                | -                | -                | -                | 0                | 0                | 0                | 0                | 6        | 2      | 0           | 0          |
| A-K. Berger          | 6          | -2         | 0           | 0          | 5                | -2               | 0                | 0                | 3                | -1               | 0                | 0                | 14       | -5     | 0           | 0          |
| L. Boulleau          | 10         | 0          | 1           | 0          | -                | -                | -                | -                | 4                | 0                | 0                | 0                | 14       | 0      | 1           | 0          |
| H. Cissoko           | 4          | 0          | 1           | 0          | 1                | 0                | 0                | 0                | 0                | 0                | 0                | 0                | 5        | 0      | 1           | 0          |
| C. Couturier         | 0          | 0          | 0           | 0          | -                | -                | -                | -                | -                | -                | -                | -                | 0        | 0      | 0           | 0          |
| Cristiane            | 18         | 15         | 1           | 0          | 5                | 2                | 0                | 0                | 8                | 6                | 0                | 0                | 31       | 23     | 1           | 0          |
| S. Cruz              | 18         | 3          | 2           | 0          | 2                | 1                | 0                | 0                | 7                | 1                | 2                | 0                | 27       | 5      | 4           | 0          |
| L. Dahlkvist         | 17         | 1          | 0           | 0          | 3                | 1                | 1                | 0                | 8                | 1                | 0                | 0                | 28       | 3      | 1           | 0          |
| K. Dali              | 7          | 3          | 0           | 0          | 2                | 0                | 0                | 0                | 4                | 0                | 0                | 0                | 13       | 3      | 0           | 0          |
| L. Declercq          | 5          | 0          | 0           | 0          | 0                | 0                | 0                | 0                | 1                | 0                | 0                | 0                | 6        | 0      | 0           | 0          |
| S. Delannoy          | 22         | 5          | 0           | 0          | 5                | 0                | 1                | 0                | 8                | 1                | 0                | 0                | 35       | 6      | 1           | 0          |
| M-L. Delie           | 18         | 12         | 0           | 0          | 5                | 9                | 0                | 0                | 6                | 3                | 0                | 0                | 29       | 24     | 0           | 0          |
| N. Ebere             | 6          | 0          | 0           | 0          | 2                | 0                | 0                | 0                | 0                | 0                | 0                | 0                | 8        | 0      | 0           | 0          |
| Érika                | 21         | 4          | 2           | 0          | 5                | 1                | 0                | 0                | 8                | 0                | 0                | 0                | 34       | 5      | 2           | 0          |
| L. Georges           | 12         | 1          | 0           | 0          | 4                | 0                | 0                | 0                | 4                | 0                | 0                | 0                | 20       | 1      | 0           | 0          |
| G. Geyoro            | 6          | 0          | 0           | 0          | 1                | 0                | 0                | 0                | 1                | 0                | 0                | 0                | 8        | 0      | 0           | 0          |
| K. Hamraoui          | 12         | 1          | 3           | 0          | 4                | 1                | 1                | 0                | 4                | 0                | 0                | 0                | 20       | 2      | 4           | 0          |
| J. Henning           | -          | -          | -           | -          | -                | -                | -                | -                | -                | -                | -                | -                | -        | -      | -           | -          |
| L. Lindsey Horan     | 9          | 6          | 1           | 0          | -                | -                | -                | -                | 4                | 2                | 0                | 0                | 13       | 8      | 1           | 0          |
| J. Houara d'Hommeaux | 13         | 0          | 0           | 0          | 3                | 0                | 0                | 0                | 6                | 0                | 3                | 0                | 22       | 0      | 3           | 0          |
| G. Karchouni         | 9          | 0          | 1           | 0          | 3                | 0                | 0                | 0                | 2                | 0                | 0                | 0                | 14       | 0      | 1           | 0          |
| M. Katoto            | 7          | 3          | 0           | 0          | 1                | 0                | 0                | 0                | 2                | 0                | 0                | 0                | 10       | 3      | 0           | 0          |
| K. Kiedrzynek        | 17         | -11        | 0           | 0          | 0                | 0                | 0                | 0                | 5                | -8               | 0                | 0                | 22       | -19    | 0           | 0          |
| A. Lahmari           | 3          | 1          | 0           | 0          | 1                | 1                | 0                | 0                | 0                | 0                | 0                | 0                | 4        | 2      | 0           | 0          |
| A. Mittag            | 18         | 10         | 1           | 0          | 4                | 1                | 0                | 0                | 7                | 3                | 0                | 0                | 29       | 14     | 1           | 0          |
| P. Morroni           | 7          | 2          | 0           | 0          | 1                | 0                | 0                | 0                | 4                | 0                | 0                | 0                | 12       | 2      | 0           | 0          |
| Rosana               | 4          | 3          | 0           | 0          | 2                | 0                | 0                | 0                | 4                | 0                | 1                | 0                | 10       | 3      | 1           | 0          |
| R. Salvador          | 0          | 0          | 0           | 0          | 0                | 0                | 0                | 0                | -                | -                | -                | -                | 0        | 0      | 0           | 0          |
| O. Sarr              | 10         | 0          | 1           | 0          | 4                | 2                | 0                | 0                | 2                | 2                | 0                | 0                | 16       | 4      | 1           | 0          |
| C. Seger             | 17         | 1          | 1           | 0          | 4                | 0                | 0                | 0                | 8                | 1                | 0                | 0                | 29       | 2      | 1           | 0          |